# Ильинское городское поселение
Ильи́нское городское поселение — муниципальное образование в центральной части Ильинского района Ивановской области с центром в посёлке Ильинское-Хованское.

## История
Ильинское городское поселение образовано 25 февраля 2005 года в соответствии с Законом Ивановской области № 41-ОЗ. В его состав вошёл посёлок Ильинское-Хованское и населённые пункты упразднённых Гарского и Ильинского сельских округов (сельсоветов).

## Население
| 2002  | 2010  | 2011  | 2012  | 2013  | 2014  | 2015  |
| ----- | ----- | ----- | ----- | ----- | ----- | ----- |
| 4553  | ↘4081 | ↘4070 | ↘3931 | ↘3810 | ↘3771 | ↘3710 |
| 2016  | 2017  | 2018  | 2019  | 2020  | 2021  |       |
| ↘3647 | ↘3573 | ↘3519 | ↘3415 | ↘3383 | ↗3576 |       |

## Состав городского поселения
| №  | Населённый пункт    | Тип населённого пункта      | Население (2010) |
| -- | ------------------- | --------------------------- | ---------------- |
| 1  | Алексеевское        | село                        | ↘28              |
| 2  | Веригино            | деревня                     | 3                |
| 3  | Гари                | село                        | ↘381             |
| 4  | Деревеньки          | деревня                     | 2                |
| 5  | Ильинское-Хованское | пгт, административный центр | ↗3092 (2021)     |
| 6  | Колчигино           | деревня                     | 36               |
| 7  | Маурино             | деревня                     | 5                |
| 8  | Назорное            | село                        | ↘44              |
| 9  | Никитинское         | деревня                     | 3                |
| 10 | Никольское          | село                        | ↘33              |
| 11 | Пенья               | деревня                     | 0                |
| 12 | Полянки             | деревня                     | 17               |
| 13 | Редриково           | деревня                     | 0                |
| 14 | Спирки              | деревня                     | 35               |
| 15 | Стонятино           | деревня                     | 4                |
| 16 | Фёдоровское         | деревня                     | 1                |
| 17 | Федяково            | деревня                     | ↘4               |
| 18 | Фрольцево           | деревня                     | 1                |
| 19 | Ширяево             | деревня                     | 50               |
| 20 | Шумятино            | деревня                     | 8                |